# Gigantes del Pueblo Español

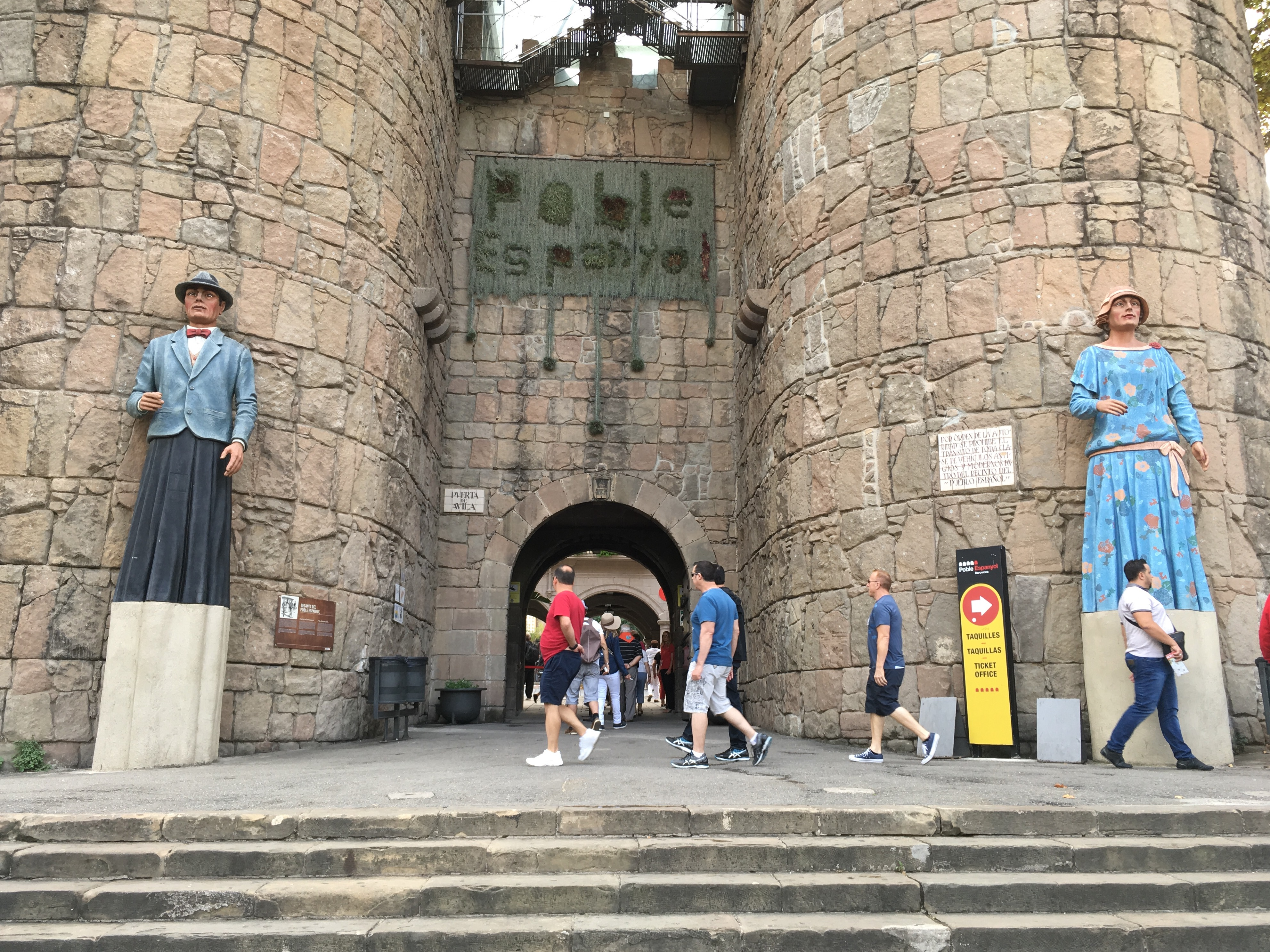
Contextualizados en la entrada de Pueblo Español.

Los Gigantes del Pueblo Español, llamados Marcel y Clara, son unos gigantes del Pueblo Español de Barcelona (España) que representan los primeros visitantes de este recinto, inaugurado en el año 1929 con motivo de la Exposición Internacional de ese año. Son apuestos, elegantes y llevan un vestuario característico de la sociedad acomodada de la época.
La pareja gigante se construyó en 1988 en el taller imaginero de Can Boter, en Tiana, por encargo del propio Pueblo Español, que quería unas figuras propias que participaran en las fiestas que organizaba. En 2015 Marcel y Clara fueron restaurados por Jordi Grau en el taller Drac Petit de Tarrasa y también se les cambió el vestuario.
Marcel y Clara salen con cuatro gigantones, Rosalia, Feliu, Paulina y Andreu, que representan las estaciones del año. También los acompaña la gigantona de la actriz catalana Mary Santpere. Juntos se dejan ver en actos y celebraciones del recinto del Pueblo Español y en pasacalles o encuentros de fuera cuando son invitados.